# Ammiana
Ammiana je potonuli grad u Venecijanskoj laguni koji je nekad bio važno središte. 
Ammiana se nalazila na sjeveroistoku lagune između današnjih otoka Santa Cristina i La Salina.

## Povijest
Prvi pisani zapis o Ammiani nalazi se u dokumentu Pactum Lotharii iz 840., u kojem car Lotar I. dodjeljuje određena prava naseljima;  Torceli (Torcello), Amianae i Buriani (Burano). Ista tri imena pojavljuju se u istom redoslijedu, u dokumentu iz 967. u kojem Oton I. potvrđuje prethodna prava.
Vjerojatno je Ammiana nastala mnogo ranije, nakon Atiline provale u Italiju i propasti Altinuma od 5. stoljeća nadalje.
U Cronicon Gradense napisanoj sredinom 11. stoljeća navodi se Ammianina povijest s naglaskom na osnivanje crkava i samostana. Prva crkva u Ammiani bila je posvećena sv. Lovri, a izgradile su je obitelji Frauduni i Willareni.Te obitelji su se preselile na otok i izgradili most, dvorac i ostale vjerske objekte, nakon što su dobile odobrenje za uporabu zemljišta i izgradnju vjetrenjača, ribnjaka i vinograda.
Ammiana se na svom vrhuncu prostirala na tri otoka; Ammiana, Ammianella i Castrazio ili Caltrazio. Grad je imao nekoliko crkava i samostana. Od kojih su samostani San Felice i Fortunato i San Lorenzo bili najbogatiji i najznačajnija vjerska središta.
Već u 12. stoljeću taj dio Venecijanske lagune postao je nepodnošljiv za život zbog promjena uvjeta, između 14. i 15. stoljeća Ammianu su napustili posljednji stanovnici.